# جهان موازی

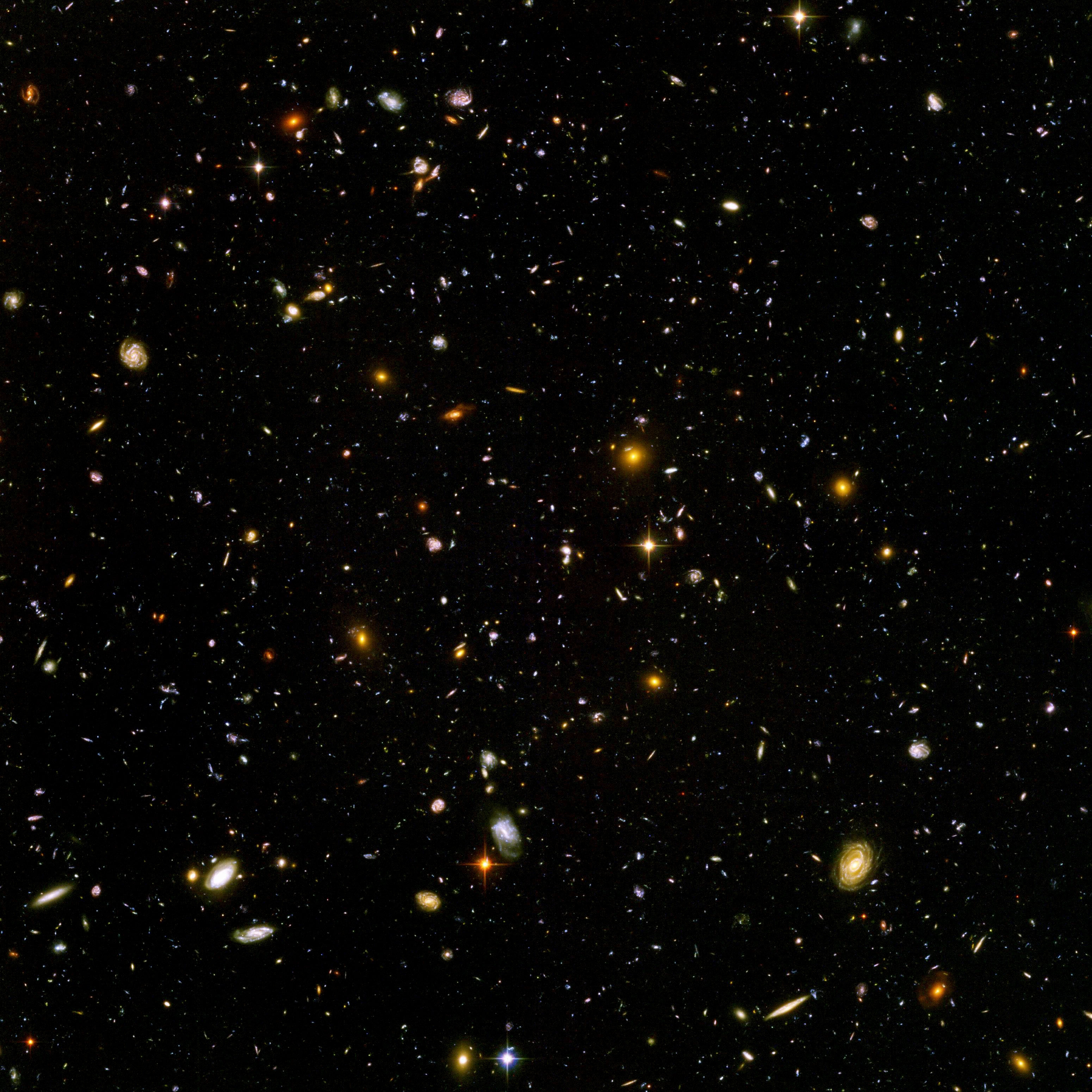
میدان فوق عمیق هابل تصویری از یک منطقه کوچک از فضا در صورت فلکی فورناکس است که از داده‌های تلسکوپ فضایی هابل که طی یک دوره از ۳ سپتامبر ۲۰۰۳ تا ۱۶ ژانویه ۲۰۰۴ جمع‌آوری شده است، ترکیب شده است. تکه ای از آسمان که کهکشان‌ها در ان قرار دارند به این دلیل انتخاب شده است که چگالی کم ستاره‌های درخشان در میدان نزدیک دارد.

فرضیه جهان موازی یا گیتی‌های موازی (به انگلیسی: parallel universe) در سال ۱۹۵۴، توسط یک دانشجوی دکتری از دانشگاه پرینستون به نام هیو اورت که ایدهٔ عجیبی را مطرح کرد شروع شد. در آن ایده: گیتی‌هایی موازی وجود دارند، دقیقاً مانند جهان و گیتی ما. همه این گیتی‌ها با ما در ارتباط هستند، در واقع آنها شاخه‌ای از گیتی ما هستند و گیتی ما نیز از دیگر گیتی‌گان شاخه گرفته شده است.
در این گیتی‌ها، جنگ‌های ما پایان‌های متفاوتی از آنچه می‌دانیم دارند. گونه‌های منقرض شده در گیتی ما در گیتی‌های دیگر فرگشت یافته و سازگار شده‌اند، و در آن گیتی‌ها، شاید ما انسان‌ها در میان گونه‌های منقرض شده باشیم.
ماهیت این اندیشه ذهن را شگفت‌زده می‌کند و هنوز هم نمی‌توان آن را به خوبی دریافت. ایده‌هایی در مورد گیتی یا بعدهای موازی همانند ما، در آثار علمی تخیلی ظاهر شده است، ولی چرا یک فیزیک‌دان جوان با ارایه فرضیه گیتی‌های موازی، آینده حرفه‌ای خود را به خطر می‌اندازد؟
اورت فرضیهٔ گیتی‌های موازی را در حالی ارائه کرد که می‌خواست به یک سؤال دشوار در مورد فیزیک کوانتوم پاسخ دهد: چرا اجسام کوانتومی رفتاری نابسامان دارند؟
سطح کوانتوم کوچک‌ترین سطح کمّی است که تاکنون کشف شده. مطالعه فیزیک کوانتوم از سال ۱۹۰۰ آغاز شد، زمانی که ماکس پلانک برای اولین بار این مفهوم را به جامعه علمی معرفی کرد. مطالعات پلانک در مورد تابش ذرات نشان داد برخی از کشفیات فیزیکی با قوانین سنتی فیزیک مغایرت دارد. این اکتشافات حاکی از وجود قوانین دیگری در این جهان است که در سطوح عمیقی غیر از آنچه ما می‌شناسیم عمل می‌کنند.
در کوتاه مدت، فیزیکدانان حوزه کوانتوم پدیده‌های عجیبی در مورد جهان ما مشاهده کرده‌اند. برای مثال ذرات در این سطح خودسرانه رفتار می‌کنند. به عنوان مثال، دانشمندان متوجه شده‌اند که فوتون‌ها (بسته‌های کوچک نور) مانند ذرات و امواج رفتار می‌کنند! حتی یک فوتون منفرد نیز این تغییر حالت را انجام می‌دهد. (این مبحث از آزمایشی به نام آزمایش دوشکاف یا آزمایش یانگ نتیجه‌گیری شده است که در طی آن نور (فوتون‌ها) می‌توانند هم مانند ذره رفتار کنند و هم مانند موج اما باید دقت شود که نمی‌توانند به صورت همزمان به هردو شکل رفتار کنند). تصور کنید که وقتی دوستی به شما نگاه می‌کند، مانند یک انسان محکم ظاهر می‌شوید و رفتار می‌کنید، اما وقتی دوباره به سمت شما برگشت، شما تبدیل به گاز شده‌اید!
جهان موازی یا واقعیت جایگزین فرضیه‌ای دربارهٔ وجود واقعیت‌های جداگانه در کنار واقعیت کنونی است که از دهه ۶۰ میلادی به این سو و با کتاب‌های علمی‌تخیلی و کمیک استریپ محبوبیت یافت، هر چند بحث پیرامون امکان وجود «چند جهان» از سال ۱۹۵۲ در محافل علمی رواج داشته است. گروه خاصی از جهان‌های موازی، مولتی‌ورس نامیده می‌شود، اگرچه این اصطلاح نیز می‌تواند برای توصیف جهان‌های موازی که واقعیت را تشکیل می‌دهند مورد استفاده قرار گیرد. با وجود اینکه عبارت‌های جهان موازی و واقعیت جایگزین را می‌توان بیشتر جاها به جای هم به کار برد، گاهی واقعیت جایگزین به مفهوم زمینی دیگری نیز اشاره دارد که حاکی از آن است که واقعیت بدیل دیگری از خود ماست. دانشمندانی با این نظریه که جهان‌های موازی وجود دارند موافقت کرده‌اند ولی عده کمی از دانشمندان با این نظریه مخالف هستند ولی طبق آخرین مطالعات جهان‌های موازی وجود دارند.
اصطلاح جهان‌های موازی عمومی‌تر است و معنای ضمنی رابطه یا عدم رابطه با جهان خود ما را در برندارد. جهان‌هایی که در آن‌ها بسیاری از قوانین فیزیکی متفاوت هستند - برای مثال در آن هیچ محدودیت نسبیتی وجود ندارد و سرعت نور را می‌توان پشت سر گذاشت - را می‌توان در شمار جهان‌های موازی به حساب آورد ولی این‌ها واقعیت جایگزین نیستند.
تعریف درست جهان‌های موازی در مکانیک کوانتومی به صورت «جهان‌هایی است که از یکدیگر تنها توسط یک رویداد کوانتومی جدا می‌شوند». در واقع به زبان ساده‌تر می‌توان گفت که ایدهٔ جهان‌های موازی می‌گوید که هنگامی که ما کاری را در این جهان انجام می‌دهیم فردی در جهانی دیگر نیز دقیقاً همین کار را انجام می‌دهد و آن فرد؛ فردی کاملاً مشابه ماست که در سیارهٔ کاملاً مشابه با زمین و در منظومه ای کاملاً شبیه به منظومه شمسی و کهکشانی کاملاً مشابه با کهکشان راه شیری زندگی می‌کند اما ممکن است گاهی او کارهایی انجام دهد که ما ان کار هارا انجام نمی‌دهیم. برای مثال ممکن است هم‌اکنون که شما در حال خواندن این مقاله هستید آن فرد نیز در همین حال باشد اما شما به خواندن این مقاله ادامه می‌دهید در حالی که او از خواندن ادامه این مقاله سر باز بزند. البته این فرضیه هنوز اثبات نشده و فقط در حد پاسخی احتمالی است.

## دربارهٔ جهان‌های موازی
به نقل از دانشگاه هاوایی، پرفسور فیزیک این دانشگاه پیتر گورهام و تیم تحقیقاتی ایشان به یافته‌های جدیدی توسط یک دستگاه آشکارساز ذرات به نام «آنتن گذرای تکانشی قطب جنوب» (ANITA) دست پیدا کرده‌اند. دانشمندان این دستگاه را به کمک بالون‌های هلیومی غول‌پیکر در ارتفاع ۳۷ کیلومتری جو زمین قرار داده‌اند. این دستگاها می‌توانند ذرات و پرتوهای کیهانی برخاسته از سطح یخ در قطب جنوب را شناسایی کنند.
قطب جنوب مکانی ایدئال برای مطالعات اخترشناسی به‌شمار می‌رود چرا که از آب و هوایی سرد و خشک برخوردار است و تداخل امواج یا به عباراتی پارازیت در آنجا صفر یا بسیار کم است. این دستگاه یک ذره با انرژی بالا مثلِ نوترینو را یافته که خواصی همچون یک ذره با انرژی پایین از خود نشان می‌دهد.
ذرات با انرژی پایین می‌توانند به صورت کامل از میان کره زمین عبور کنند و ماده سخت نمی‌تواند آن‌ها را متوقف کند. این در حالی است که ذرات با انرژی بالا به وسیله سطح جامد کره زمین متوقف می‌شوند. این بدین معنی است که ذرات با انرژی بالا تنها زمانی می‌توانند مورد شناسایی قرار بگیرند که از سطح بیرونی جو پایین آمده باشند، این در حالی است که آنتن پروژه ذره‌ای را دیده است که با انرژی بالا طریق معکوس را در پیش گرفته، یعنی از سطح زمین به سمت بالا آمده است.
پرفسور «پیتر گورهام»، استاد اخترشناسی دانشگاه هاوایی و مدیر پروژه بیان کرد چیزی که ما مشاهده کردیم تنها یک تابش کیهانی عجیب بود که ممکن بود از یخ بازتاب پیدا کرده باشد و در این زمینه مقاله ای منتشر کردیم و بیان کردیم که این اتفاق با قوانین و استانداردهای پیشین فیزیک به سختی در تضاد است .»
این صحبت‌های ایشان با برداشت شیطنت آمیز روزنامه دیلی استار انگلستان روبرو شد و در تاریخ ۲۸ اردیبهشت با تیتر اشتباه این کشفیات را به جهان‌های موازی ارتباط داد. پس از این اتفاق روزنامه‌های نیویورک تایمز و یورونیوز نیز با این تیتر اشتباه به انتشار بیشتر شایعات پرداختند. همچنین به نقل از پرفسور «پیتر گورهام» دانشمندان دانشگاه هاوایی و اداره کل ملی هوانوردی و فضا آمریکا (ناسا) به عنوان تأمین کننده مالی این پروژه هیچ ارتباطی به تأیید یا تکذیب این نظریه ندارند.
ایشان مدعی هستند که این ذرات، شاید نشانه‌ای از کشف ذرات بنیادی جدید باشند که رفتاری متفاوت دارند. کاندید این ذرات ناشناس می‌تواند ماده تاریک باشد که ماده‌ای فرضی است که چون از خود نور یا امواج الکترومغناطیسی منتشر یا بازتاب نمی‌کند، نمی‌توان آن را مستقیماً دید، اما از اثرات گرانشی موجود بر روی اجسام مرئی، مثل ستاره‌ها و کهکشان‌ها، می‌توان به وجود آن پی‌برد. کاندید دیگر برای این ذرات، این است که از زمان بیگ بنگ به ما رسیده‌اند و مربوط به جهان پادماده‌ای باشند.
در نظریه جهان‌های موازی از آنجایی که تمامی احتمالات ممکن می‌تواند رخ دهد، می‌توان نتیجه گرفت که بی شمار جهان موازی وجود دارد که هر یک از احتمالات ممکن، از غیرممکن‌ترین احتمالات تا ممکن‌ترین احتمالات در آنها رخ می‌دهد، مثلاً در یک جهان ممکن است قوانین فیزیک به‌طور کلی متفاوت باشد یا در یک جهان تنها جای دو اتم با یکدیگر فرق کند !!

## آثار سینمایی
همدوسی (فیلم)
ماده تاریک (سریال تلویزیونی ۲۰۲۴)